# Villa Imperiale (Pompeji)

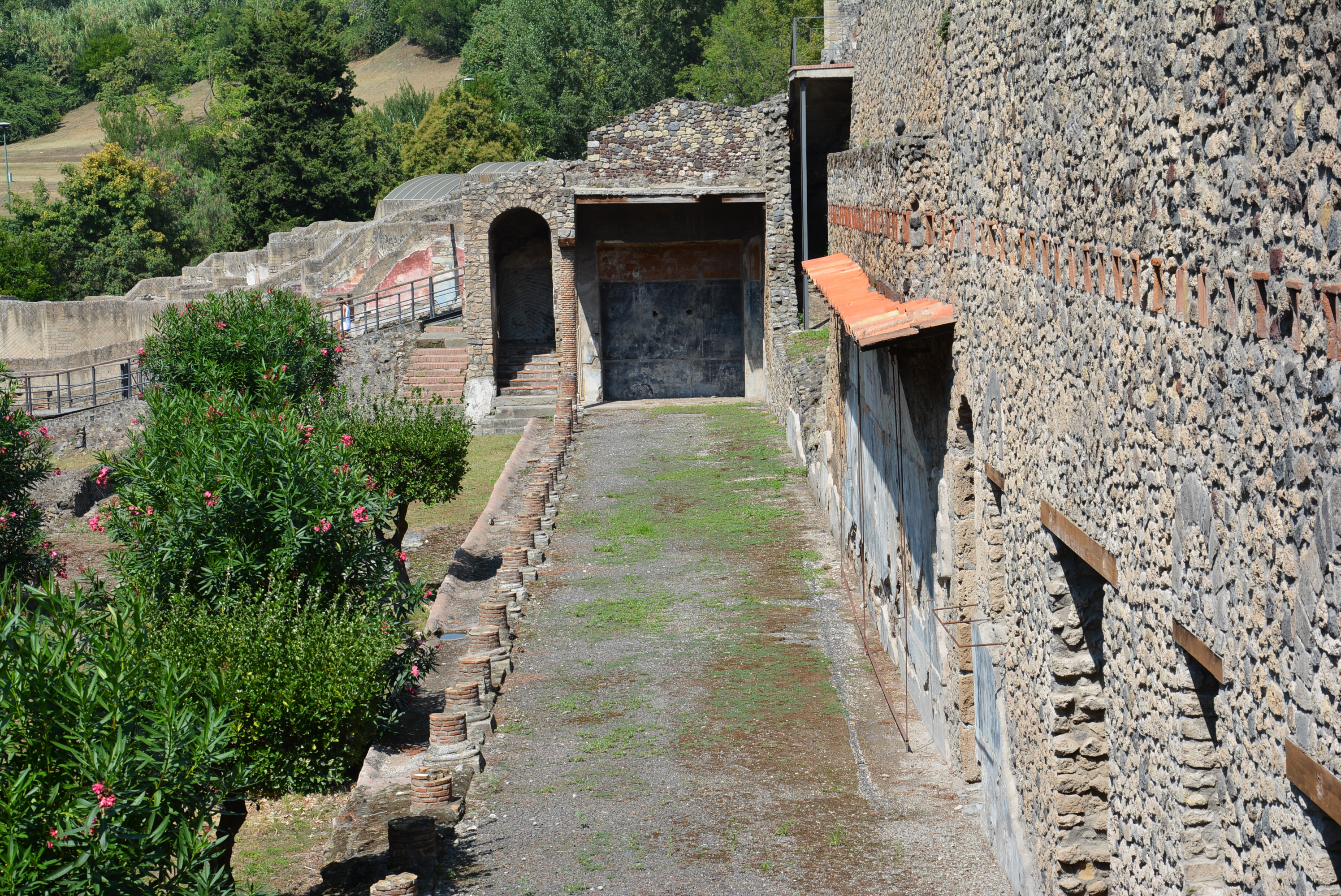
Villa Imperiale

Die Villa Imperiale befindet sich in Pompeji und wurde durch den Vesuvausbruch verschüttet. 1984 wurde sie von Archäologen ausgegraben. Erhalten sind noch ein tonnenüberwölbter Raum A, das Cubiculum B und das Triclinium C. Auch ihre Wandmalerei wurde freigelegt. Sie ist dem frühen 3. Stil/Kandelaberstil der römischen Wandmalerei zuzuordnen.
Die Malereien sind nicht besonders gut erhalten. Vorherrschende Farben sind Schwarz, Rot, Gelb, Grün und Weiß. Als Stilmerkmal ist ein Mittelbild vorhanden, das von verschiedenfarbigen Feldern umgeben ist. Architektur ist nur mehr angedeutet: Die zarten Säulchen wären in natura nicht mehr in der Lage, das Gebälk zu tragen, sie gleichen mehr Kandelabern.